# Tramwaje w Eu

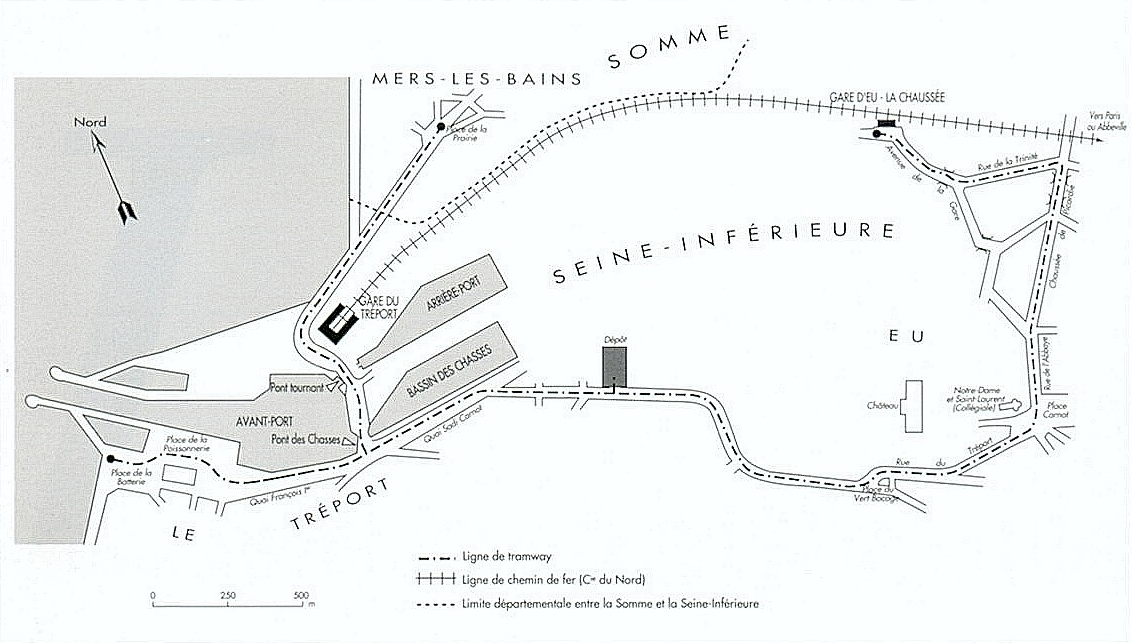
Schemat sieci tramwajowej

Tramwaje w Eu − zlikwidowany system komunikacji tramwajowej we francuskim mieście Eu, działający w latach 1902−1934.

## Historia
W lipcu 1898 rozpoczęto projektowanie linii tramwajowej łączącej dworzec kolejowy w Eu z Le Tréport. Budowę linii rozpoczęto w 1900. Otwarcie linii nastąpiło 1 czerwca 1902. Do obsługi linii dysponowano 4 wagonami silnikowymi Westinghouse oraz 4 wagonami doczepnymi. Tramwaje kursowały tylko w porze letniej od czerwca do października. W lipcu 1904 linię wydłużono do Mers-les-Bains. W lipcu 1909 wydłużono linię w Mers-les-Bains. System zlikwidowano pod koniec lata 1934 zastępując go autobusami. 